# Stingray (serie de televisión)
Stingray es el título de una serie de televisión estadounidense, que fue producida entre 1985 y 1987. Está basada en una idea de Stephen J. Cannell y tiene 23 episodios. La serie trata de un hombre con identidad desconocida que se llama Ray. Personas, que necesitan ayuda, lo llaman o saben donde encontrarlo. El Corvette, que dio nombre a la serie, es su marca de identidad. 

## Argumento
Ray conduce un Corvette C2 Stingray negro de 1965. Con este llamativo automóvil él se anuncia en los periódicos del Sur de California y ofrece allí su ayuda. Su anuncio es '65 Stingray negro, ¡solo a cambio de una participación adecuada! Teléfono: 555-7687. Deje un mensaje. Es obvio que quienes buscan su ayuda conocen de forma oral el significado real de esta oferta. Ray no acepta recibir un pago por sus servicios. A cambio él exige de esas personas la promesa de que también le harán un favor en algún momento en el futuro, sea lo que sea. 
El origen de Ray es desconocido. Probablemente recibió entrenamiento militar y estuvo estacionado en Vietnam. De forma constante se insinúa que anteriormente trabajó para el gobierno. Esta sugerencia aparece sobre todo en el episodio Ejército Sin Sombra, donde se indica que participó anteriormente en un programa gubernamental del servicio secreto. En este episodio estudiantes son convertidos con la ayuda de drogas en asesinos profesionales y uno de ellos intenta matar a Ray. El culpable, interpretado por Robert Vaughn, afirma aquí que conoce a Ray desde hace diez años. Él le dice al profesor principal Brainard, que le ayuda al respecto, que Ray no se ajusta al perfil y que lo creó. En el episodio La estrella de televisión se da otra pista sobre su anterior empleo dentro del gobierno. En este episodio se sabe que Stingray es su antiguo alias, que está codificado, y que no es accesible para nadie. 
Ray es un experto en conducir y un maestro de defensa personal . Se las arregla perfectamente para cubrir sus huellas y ocultar su identidad. Cuando se investiga la marca del Corvette, por ejemplo, el resultado lo asigna a la flota de vehículos del Gobernador de California o la del Presidente de los Estados Unidos. No hay datos sobre él, ni tarjeta de impuestos, ni tampoco una licencia de armas. Si se encuentran datos personales, se descubre luego que han sido manipulados. 
Ray tiene memoria fotográfica, puede retratar, leer rápidamente, ralentizar los latidos de su corazón a través de la meditación y es también un hacker experimentado. 

## Reparto
- Nick Mancuso - Stingray

## Actores invitados
Actores invitados notables en esta serie son James Handy, Rachel Ticotin, Ray Wise, Mark-Paul Gosselaar, Patricia Wettig, Tom Atkins, Kurtwood Smith, Robert Vaughn, Stuart Pankin, Steven Williams, Marcia Strassman, Eugene Roche, Gregg Henry, Lori Petty, Samantha Eggar, Jeff Altman, Shannon Tweed, Dennis Christopher, Doug Savant, Jeff Conaway, Gregory Sierra, Joseph Ruskin, Kareem Abdul-Jabbar, John Amos y Clyde Kusatsu.

## Música
La melodía del título es de Mike Post y de Pete Carpenter. 

## Premios
La serie ganó el Premio Primetime Emmy en 1986 en la categoría de Mejor Diseño de Título y fue nominada en 1987 para otro en la categoría de Edición de Sonido por la labor en el episodio Mellizos. 